# Aedes bambusae
Aedes bambusae är en tvåvingeart som beskrevs av Edwards 1935. Aedes bambusae ingår i släktet Aedes och familjen stickmyggor. Inga underarter finns listade i Catalogue of Life.